# Rue Duret
Koordinaten: 48° 52′ N, 2° 17′ O
Die Rue Duret ist eine 310 Meter lange und 12 Meter breite Straße im Quartier de Chaillot im 16. Arrondissement.
Die Straße beginnt bei Nummer 48, Avenue Foch und endet bei Nummer 61 bis Place du Général Patton.

## Namensursprung

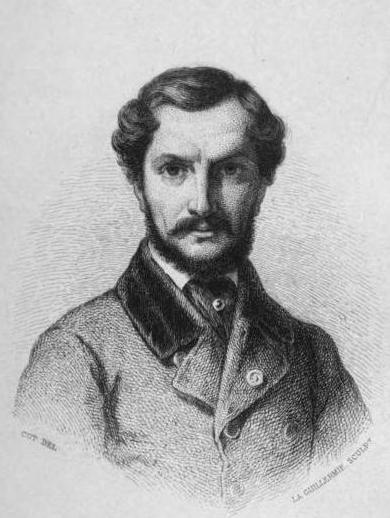
Porträt von Francisque Duret

Bevor die Straße 1868 zu Ehren des Bildhauers Francisque Joseph Duret (1804–1865) ihren heutigen Namen erhielt, war sie ein Teil der inzwischen nur noch südlich der Avenue Foch verlaufenden Rue de la Pompe.

## Geschichte
Nach der Eingemeindung der Gemeinde Passy nach Paris wurde diese Straße zur Route départementale 10. Am 23. Mai 1863 wurde sie als Teil der Rue de la Pompe offiziell in das Pariser Straßensystem eingegliedert und wurde am 1. August 1868 unter ihrem jetzigen Namen „selbständig“.